# Bydgoskie zakole Wisły

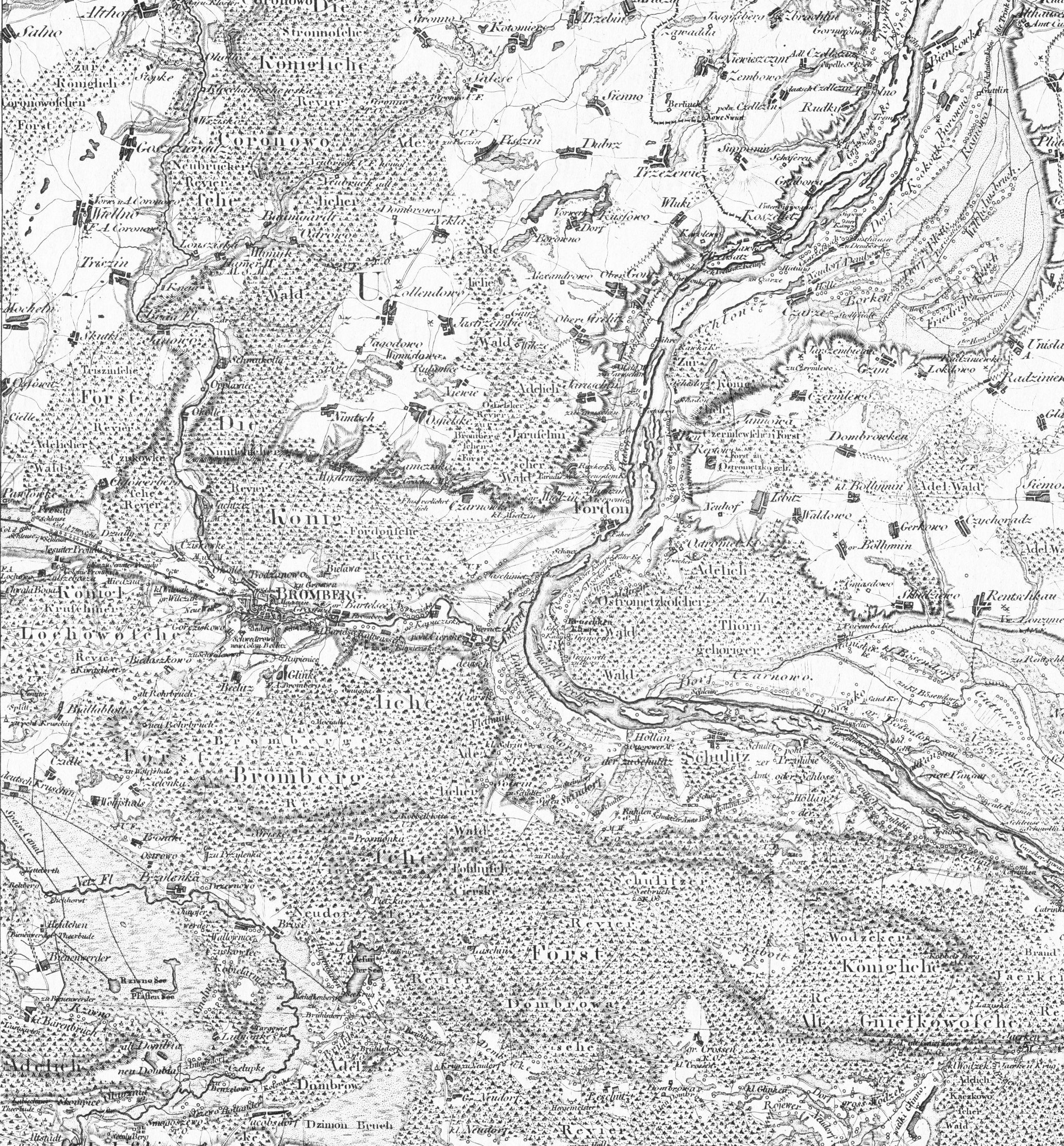
Zakole na mapie topograficznej F.L. von Schröttera z lat 1796–1802. Wisła nie jest jeszcze uregulowana

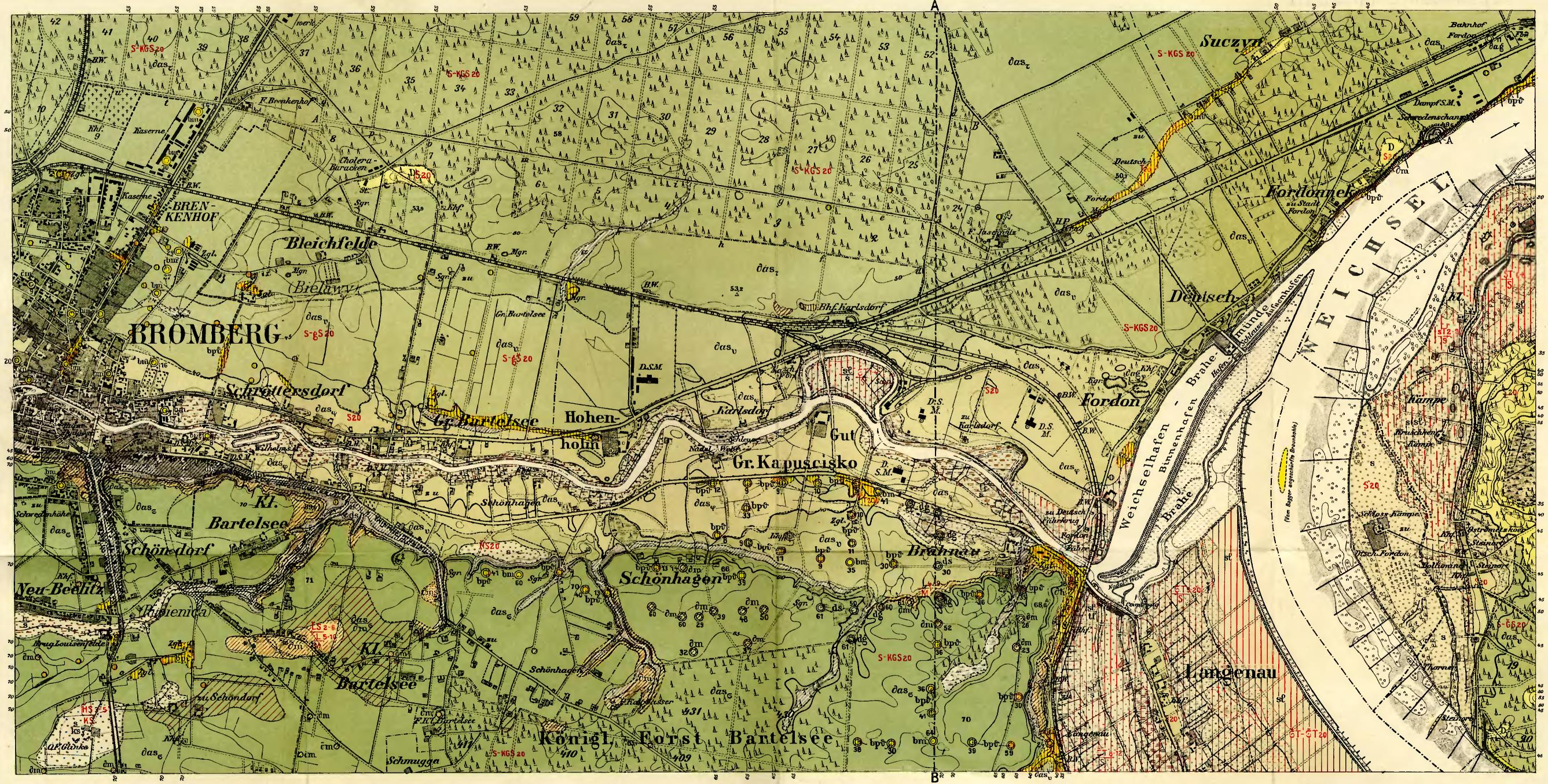
Zakole Wisły na mapie z 1902 r. Widoczne ostrogi regulacyjne i port drzewny

Bydgoskie zakole Wisły, zwane także zakolem dolnej Wisły lub kolanem Wisły – mikroregion fizycznogeograficzny, dziesięciokilometrowy zakręt rzeki Wisły, od miejscowości Solec Kujawski po Fordon, w którym rzeka ta opuszcza Pradolinę Toruńsko-Ebeswaldzką i wpływa do makroregionu Doliny Dolnej Wisły.
Zakole jest czytelnym na mapie Polski, najdalej na zachód wysuniętym fragmentem rzeki Wisły, wschodnią granicą miasta Bydgoszczy, a także miejscem, w którym rozpoczyna się Fordoński Przełom Wisły. Pod względem fizycznogeograficznym zakole znajduje się w mezoregionie Kotlina Toruńska (315.35) i stanowi mikroregion Dolina Łęgnowska (315.356). Obejmuje również częściowo mikroregiony: Miasto Bydgoszcz (315.353) i Przełom Doliny Wisły (314.831).

## Lokalizacja
Zakole znajduje się w województwie kujawsko-pomorskim, w gminach: Bydgoszcz i Dąbrowa Chełmińska.

## Dzieje

### Historia geologiczna
Zakole Wisły powstało około 14–12 tys. lat temu, u schyłku zlodowacenia bałtyckiego, po skierowaniu wód płynących pradoliną Toruńsko-Eberswaldzką w dawną rynnę polodowcową (sandrową) na linii Chełmno–Fordon.
Przez około tysiąc lat odpływ wód roztopowych lądolodu i zmieszanych z nimi wód rzecznych płynących Wisłą z południa Polski, odbywał się zarówno na zachód pradoliną Noteci-Warty, jak również na północ doliną dolnej Wisły (tzw. bifurkacja Wisły). Stosunkowo niski wówczas poziom wód kształtującego się Bałtyku (Bałtyckie Jezioro Lodowe), który był bazą erozyjną dla doliny Wisły, spowodował silne wcinanie się rzeki w dolinie kierującej wody na północ. W tej sytuacji odpływ wód Prawisły na zachód ku systemowi Odry i Morzu Północnemu został całkowicie zahamowany, na rzecz odpływu północnego. Fragment pradoliny w obrębie dzisiejszej Bydgoszczy wykorzystała dla swego odpływu rzeka Brda, natomiast na zachód od Bydgoszczy wytworzył się dział wodny między dorzeczem Odry i Wisły.
W ciągu kilkunastu tysięcy lat wody Prawisły ukształtowały dolinę dolnej Wisły, początkowo głęboko wcinając się w podłoże, a po podwyższeniu poziomu wód Bałtyku (Morze Litorynowe, 8–4 tys. lat temu), w dolinie przeważała akumulacja. Rzeka zyskała charakter roztokowy i meandrowała, powodując powstanie kilku rozszerzeń doliny (Basen Unisławski, Kotlina Grudziądzka i inne). Zmiany poziomu wód Wisły spowodowały powstanie 6 teras rzecznych w dolinie poniżej Fordonu i skorelowanych z nimi teras w Kotlinie Toruńskiej. Natomiast namuły wiślane spowodowały odsuwanie ujścia Brdy w kierunku północnym. Rzeka ta, która dawniej uchodziła w prostej linii do zakola Wisły, przedłużyła swój bieg, uchodząc 2 km niżej. Erozja krawędzi terasy rzecznej w rejonie Fordonu (na której znajduje się grodzisko Wyszogród, podmywane przez rzekę), była również przyczyną przesuwania się zakola w kierunku zachodnim, co z kolei powodowało skracanie ujścia Brdy i poszerzanie równiny zalewowej po wschodniej stronie zakola w rejonie Małej Kępy.

### Przekształcenia antropogeniczne
W historii staropolskiego spławu wiślanego zakole Wisły słynęło z trudności nawigacyjnych, które przeszkadzały w żegludze i często prowadziły do utraty ładunku wskutek kolizji tratw i szkut z przeszkodami wodnymi. W dziele Sebastiana Klonowica „Flis, to jest Spuszczanie statków Wisłą i inszymi rzekami do niej przypadającymi” (1595 r.) zakole Wisły pod Bydgoszczą zostało określone nazwą „Piekielne Wrota”, co nawiązywało zarówno do zmiany kierunku biegu Wisły, jak i do flisackiej legendy o czartach, którzy zasypali kamieniami dno rzeki.
Na Wiśle, która wówczas miała charakter rzeki roztokowej, nie uregulowanej – istniało wiele wysp (ostrowów). Najbliżej ujścia Brdy do Wisły Sebastian Klonowic odnotował: Ostrów Łęski (naprzeciw Łęgnowa), Fordański (Kępa Bydlęca, zlikwidowana po regulacji Wisły) oraz Kępę Pełźnińską (poniżej Fordonu, naprzeciw wsi Pałcz). W tym czasie przy ujściu Brdy do Wisły znajdowała się również wyspa zwana „Stara Dbrzyca”, wzmiankowana w 1431 r., a czasie potopu szwedzkiego umocniona i obsadzona przez 300 szwedzkich rajtarów. W maju 1656 r. doszło do potyczki oddziału szwedzkiego z wojskiem Stefana Czarnieckiego, w wyniku czego oddział nieprzyjaciela wycofał się. Wyspa ta w XVIII wieku przekształciła się w półwysep, a następnie zanikła.
W XVII i XVIII wieku Dolina Dolnej Wisły była miejscem osadnictwa olęderskiego. W bydgoskim zakolu Wisły i okolicy olędrzy pojawili się w 1594 r., kiedy to osiedli w szlacheckim Przyłubiu. Począwszy od 1600 r. prawie wszystkie nadwiślańskie wsie należące do starostwa bydgoskiego były już olęderskie: Otorowo (1604), Łęgnowo (1603), Makowska (1661), Czersk Niemiecki, okolice Solca, Fordonek (1603). Na prawie olęderskim założono też wsie szlacheckie na północ od Fordonu: Pałcz, Strzelce Dolne, Gądecz i inne. W 1771 r. właściciel majątku Ostromecko sprowadził również osadników do Małej Kępy, leżącej we „wnętrzu” zakola Wisły.
Zasługą olędrów było stworzenie systemu odwadniającego na równinach zalewowych Wisły, a na niektórych odcinkach – wałów przeciwpowodziowych.
Główne przekształcenia antropogeniczne rejonu zakola Wisły dokonały się w XIX wieku i na początku XX, w czasie gdy teren ten znajdował się pod administracją Królestwa Prus. Do połowy XIX wieku śródlądowe drogi wodne odgrywały pierwszorzędne znaczenie w systemie transportowym tego kraju. Po budowie Kanału Bydgoskiego w latach 1773–1774 zakole Wisły zyskało duże znaczenie transportowe jako węzeł wodny. Stykała się w tym miejscu droga wodna Wisła-Odra ze szlakiem Wisły.
Wzrastający ruch żeglugowy, w tym zwłaszcza transport drewna z Rosji i Królestwa Kongresowego do Cesarstwa Niemiec przez Brdyujście, wprowadził konieczność regulacji i kanalizacji cieków wodnych. W latach 1876–1879 dokonano kanalizacji Brdy i budowy w rejonie zakola Wisły portu drzewnego. W Brdyujściu wybudowano śluzę i jaz oraz wypełniono wodą akwen o powierzchni ok. 50 ha, którego poziom wody był podpiętrzony o 2,5 m względem średniego poziomu Wisły. Z uwagi na konieczność oddzielenia Portu Drzewnego od Wisły, uformowano między nimi pas lądu o długości 3 km i szerokości 150 m, przecięty kanałami prowadzącymi od śluzy i jazu. Jednocześnie przekopano nowe koryto ujściowe Brdy, którym woda spływała z jazu i w efekcie w Brdyujściu powstała wyspa między obiema rzekami.

W latach 1902–1906 dokonano przebudowy węzła wodnego w Brdyujściu. Powstał wówczas Jaz Czersko Polskie, który w większym, niż dotychczas stopniu podpiętrzył wody Brdy. Port Drzewny powiększył się, spełniając odtąd również rolę portu zimowego dla statków i barek. Po 1920 r., w związku z załamaniem handlu drewnem, wewnętrzny port drzewny przekształcono w tor regatowy, który przynajmniej do lat 70. XX w. był najokazalszym tego typu obiektem w kraju i jednym z ważniejszych w Europie.
Największe piętno na obecnym krajobrazie zakola Wisły sprawiła jednak pruska regulacja Wisły, przeprowadzona głównie w latach 1880–1892. W rejonie zakola Wisły Wisłę skierowano w 500-metrowe, pogłębione koryto ograniczone ostrogami oraz opaskami. Rzeka uzyskała bieg regularnie kręty o łagodnych krzywiznach oraz stałej szerokości koryta. Głównymi budowlami regulacyjnymi były ostrogi podprądowe zbudowane z faszyny obrzuconej kamieniami. Spowolniały one przepływ wody w przestrzeniach między brzegiem a linią regulacyjną, doprowadzając z czasem do zamulenia i zlądowienia tych obszarów.
Największe zmiany środowiskowe nastąpiły na zachodnim brzegu poniżej Fordonu, gdzie zalądowiono obszar kilkuset hektarów (rejon dawnego zachodniego ramienia Wisły). Drugim celem regulacji było ustabilizowanie brzegu wschodniego we „wnętrzu” zakola (po stronie Małej Kępy) i odepchnięcie głównego nurtu na zachód. Razem z pracami regulacyjnymi prowadzono osuszanie terenu, w celu wykorzystania żyznych mad doliny Wisły dla rolnictwa. Karczowano lasy łęgowe, budowano sieć rowów, dróg i wałów przeciwpowodziowych. W tym czasie z krajobrazu znikły lub zostały znacznie ograniczone pod względem zajmowanej powierzchni starorzecza i mokradła.
W związku z rozwojem kolejnictwa w rejonie zakola Wisły powstały dwa mosty: w 1861 r. kolejowy most portowy nad ujściowym odcinkiem Brdy, w ciągu linii kolejowej Bydgoszcz-Toruń, zaś w 1891 r. rozpoczęto nad Wisłą w Fordonie wznoszenie mostu stalowego kolejowo-drogowego o 18 przęsłach i długości 1325 m. Budowę ukończono w 1895 r. Ze względu na znaczenie strategiczne przeprawa została silnie ufortyfikowana warowniami i basztami strzelniczymi. Do czasu zniszczenia w 1945 r. był to najdłuższy most w Niemczech i na ziemiach polskich oraz trzeci co do długości w Europie.
Po przejęciu Bydgoszczy i dolnej Wisły przez odrodzone państwo polskie (1920 r.) nie przeprowadzano już inwestycji na tak dużą skalę, jak w okresie wcześniejszym. Do ważniejszych przedsięwzięć w rejonie zakola Wisły należały:
- przebudowa toru regatowego wraz z budową trybun (1924 r.),
- budowa mostu przez dolną Brdę w ciągu magistrali węglowej (1930 r.),
- odbudowa w skróconej formie mostu przez Wisłę w Fordonie (1950–1956),
- odwrócenie i przedłużenie toru regatowego (1956 r.) oraz dalsze prace modernizacyjne na tym obiekcie (1980, 1997, 2004),
- budowa słodowni w Fordonie, wyróżniającej się w elewacji miasta od strony rzeki (1971 r.),
- budowa wałów przeciwpowodziowych w Fordonie (1982–1996) oraz zabudowy osiedli mieszkaniowych dzielnicy „Nowy Fordon”,
- wyłączenie z eksploatacji starej śluzy Brdyujście pochodzącej z 1879 r. i uruchomienie nowej śluzy Czersko Polskie wraz z nowym kanałem ujściowym, który podzielił wyspę w Brdyujściu na dwie części (1999 r.),
- ukończenie budowy oczyszczalni ścieków: „Kapuściska” (w Łęgnowie) i „Fordon” (w Łoskoniu) – początek XXI w..

### Wisła granicą Bydgoszczy

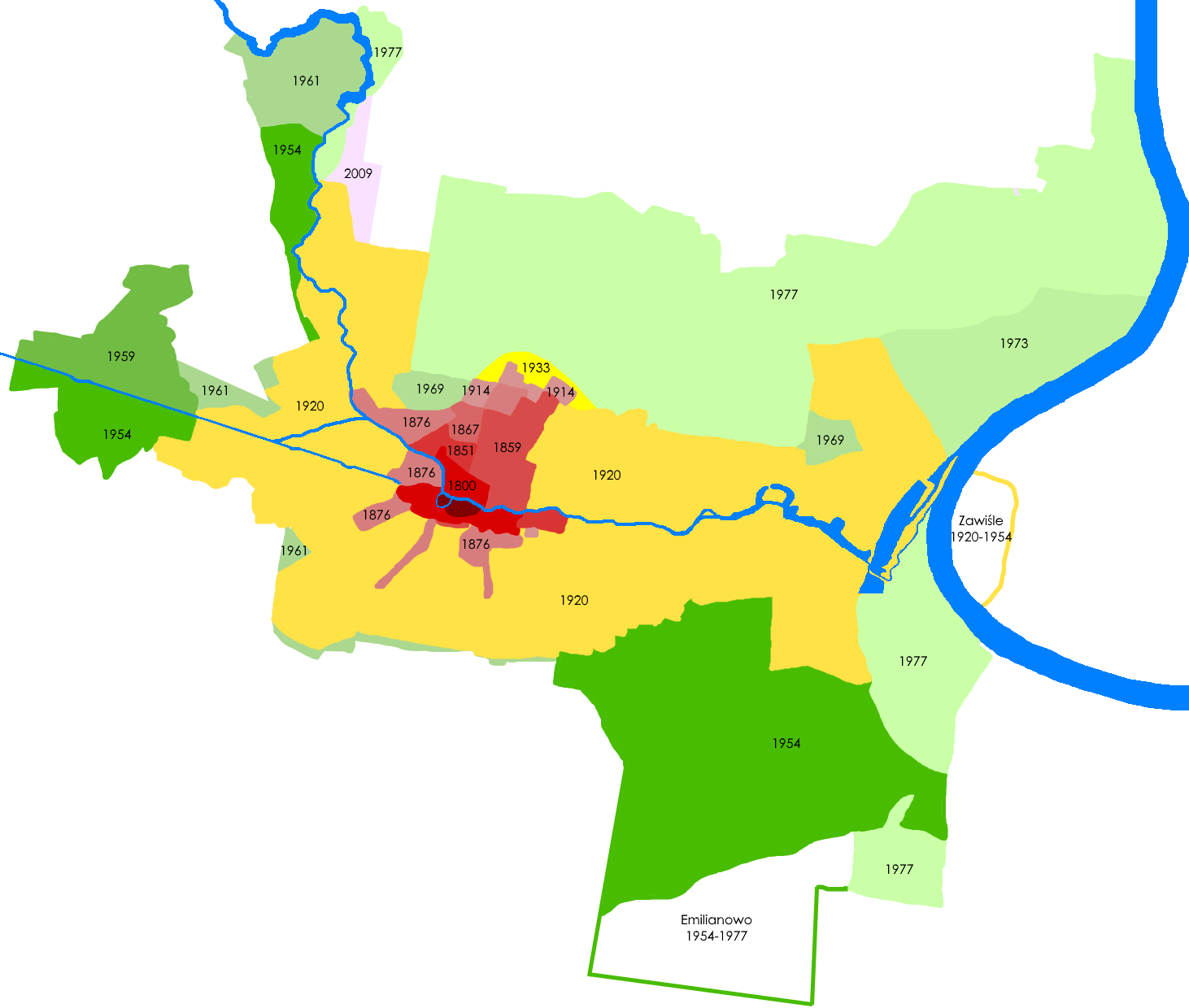
Rozwój terytorialny Bydgoszczy w ujęciu historycznym. Wisła stała się granicą miasta w 1920 roku

Zakole Wisły było naturalną granicą ekspansji miasta Bydgoszczy, w ciągu wieków rozwijającego się równoleżnikowo wzdłuż rzeki Brdy. Przez większość okresu historycznego Bydgoszcz nie graniczyła z Wisłą bezpośrednio, lecz trudno przecenić jej znaczenie dla miasta. Połączenie z rzeką zapewniała Brda (9 km). Żeglowność tego szlaku umożliwiło rozwój Bydgoszczy jako ośrodka handlu spławnego, w którym gromadzono duże ilości zboża przywożonego z majątków szlacheckich, królewskich i kościelnych Krajny i Wielkopolski, w dogodnej porze spławianego Wisłą do portu gdańskiego.
Pod koniec XIX wieku, podmiejskie wsie, rozlokowane po obu stronach Brdy, zamieniły się w przedmieścia przemysłowe, a na dolnej Brdzie powstał port rzeczny i port drzewny. Granice miasta oparły się o Wisłę ostatecznie w 1920 r., kiedy włączono w jego obszar Czersko Polskie, Brdyujście i Fordonek. W latach 1920–1940 i 1945–1954 do miasta należało nawet Zawiśle, na prawym brzegu rzeki.
W 1973 roku do obszaru administracyjnego Bydgoszczy włączono nadwiślańskie miasto Fordon, zaś w 1977 r. dokonano włączenia kolejnych terenów, przygotowywanych pod zabudowę dzielnicy mieszkaniowej Nowego Fordonu. W 2000 roku co piąty mieszkaniec Bydgoszczy mieszkał w bezpośrednim sąsiedztwie Wisły w największej i najmłodszej zarazem dzielnicy miasta.

## Charakterystyka

### Zakole jako jednostka krajoznawcza
Zakole jest elementem Bydgoskiego Węzła Wodnego oraz stanowi naturalną granicę wschodnią obszaru administracyjnego Bydgoszczy na długości 13,8 km, od 768,2 do 782,0 kilometra biegu Wisły. Szerokość rzeki wynosi tutaj około 500 m, maksymalna głębokość średnio 3–4 m, a przepływ ok. 90% notowanego przy ujściu Wisły do morza.
Charakterystyczną cechą zakola Wisły jest asymetria środowiskowa między terenami położonymi na zachód i wschód od rzeki. Lewobrzeże jest obszarem w granicach Bydgoszczy, silnie przekształconym antropogenicznie. Prawobrzeże (wnętrze zakola) natomiast zajmują tereny zalewowe, cenne przyrodniczo, w tym największy w rejonie dolnej Wisły kompleks lasów łęgowych. Występują tu dwa rezerwaty przyrody (leśny i ornitologiczny) oraz kilkanaście drzew uznanych za pomniki przyrody. Wśród starodrzewu dominują topole: biała i czarna, a także wierzby, jesiony i wiązy. Średnica największych topól przekracza 700 cm.
Ciekawym krajobrazowo odcinkiem brzegu Wisły jest wysoki brzeg klifowy terasy rzecznej między Brdyujściem, a Fordonem (długości 1 km, wysokość względna 15–23 m). Na krawędzi zbocza zlokalizowane jest średniowieczne grodzisko Wyszogród wraz z systemem ziemnych wałów i fos. Po około tysiącu lat jego istnienia, wskutek podcinania zbocza przez rzekę zachował się jedynie fragment grodziska, zaś pozostała część została rozmyta przez Wisłę.
Kolejnym wartym uwagi miejscem w obrębie zakola jest system hydrotechniczny Bydgoskiego Węzła Wodnego. Składają się na niego dwie śluzy, zabytkowy jaz typu walcowego oraz tor regatowy z awanportem. Jaz Czersko Polskie podpiętrza i utrzymuje jednolity poziom Brdy, aż do śluzy Miejskiej w centrum Bydgoszczy. Między Brdą, a Wisłą istnieją tu dwie wyspy, a za nimi półwysep z przylądkiem, okresowo zalewanym przez rzekę. W miejscu tym, które stanowi rzeczywistą zachodnią kulminację rzeki w Polsce, można obserwować Wisłę zakręcającą o 180 stopni. Naprzeciw widoczny jest las łęgowy z rezerwatem ornitologicznym.
Atrakcyjność Wisły jako ekosystemu powoduje, że w zakolu spotyka się duże kolonie ptaków. Znajdują się tu zarówno gatunki lęgowe, jak i przelotne, migrujące i zimujące. Wiślane łachy i łęgi są miejscem koncentracji m.in. kormoranów, bociana czarnego, łabędzi, gęgawy, kaczek, żurawi, mewy, rybitwy i innych gatunków.
Ostatnim z wyróżniających się obiektów w zakolu Wisły pod Bydgoszczą jest stalowy, kratownicowy most przez rzekę, do 1945 najdłuższy w Polsce, a obecnie liczący 1 km długości. Z mostu można obserwować nie tylko wijącą się rzekę, ale także panoramę nadwiślańską Starego Fordonu, a także przemieścić się nim do Ostromecka, gdzie atrakcją jest zespół pałacowo-parkowy zwany „bydgoskim Wilanowem” z dwoma pałacami (XVIII i XIX w.) i parkiem kryjącym w sobie m.in. 80 drzew o wymiarach pomnikowych.

### Zakole jako mikroregion fizycznogeograficzny
Pod względem fizycznogeograficznym zakole w dużej części stanowi mikroregion zwany Doliną Łęgnowską (315.356). Region ten w pracy „Środowisko przyrodnicze Bydgoszczy” podzielono na cztery mikroregiony II stopnia:
- Równina Łęgnowska (315.356.01) – terasa zalewowa na lewobrzeżu rzeki, obejmująca bydgoską jednostkę urbanistyczną Łęgnowo II; jest to obszar wykorzystywany dla upraw rolnych z dużym udziałem użytków zielonych, występuje tu także infrastruktura komunalna (oczyszczalnia ścieków);
- Łęgi Ostromeckie (315.356.02) – terasa zalewowa na prawobrzeżu rzeki, obejmuje wewnętrzną część zakola, w granicach gminy Dąbrowa Chełmińska; stanowi równinę zalewową o charakterze naturalnym;
- Terasa Czarnowa (315.356.03) – terasa nadzalewowa na prawobrzeżu rzeki, w rejonie wsi Czarnowo; występują tam zalesione pagórki eoliczne, jak również obniżenia terenu z kanałami odwadniającymi;
- Terasa Solecka (315.356.04) – terasa nadzalewowa na lewobrzeżu rzeki; jest obszarem częściowo zainwestowanym (Solec Kujawski), użytkowanym rolniczo, oraz zalesionym na obszarach zwydmionych.

## Przyroda i turystyka

### Ochrona przyrody
Zakole Wisły pod Bydgoszczą jest elementem korytarza ekologicznego sieci European Ecological Network, o znaczeniu międzynarodowym. Jest ono objęte wielorakimi formami ochrony przyrody. Leży w obrębie Zespołu Parków Krajobrazowych Chełmińskiego i Nadwiślańskiego oraz obszarów włączonych do sieci Natura 2000:
- Doliny Dolnej Wisły (obszar specjalnej ochrony ptaków PLB040003) oraz
- Soleckiej Doliny Wisły (specjalny obszar ochrony siedlisk PLH040003).

Wartość przyrodniczą tego obszaru potwierdzają także objęte ochroną rezerwatową typu łęgu topolowo-wierzbowego i jesionowo-wiązowego (Wielka Kępa Ostromecka) oraz projektowany rezerwat ornitologiczny – Mała Kępa Ostromecka.

### Szlaki turystyczne
Przez bydgoskie zakole Wisły przebiegają, względnie rozpoczynają się tu liczne szlaki turystyczne:
- pieszy szlak turystyczny „im. Krystyny Wyrostkiewicz” (dawniej „Orlich Gniazd”, 14,8 km), który rozpoczyna i kończy się w Ostromecku wiodąc duktami leśnymi we „wnętrzu” zakola Wisły[22].
- pieszy szlak turystyczny (48,4 km) „Rezerwatów Chełmińskich”, wiodący z Bydgoszczy-Fordonu przez most fordoński wschodnim zboczem Doliny Fordońskiej do Chełmna[22]
- pieszy szlak turystyczny (159,3 km) „Brdy”, wiodący z Bydgoszczy–Brdyujścia przez Koronowo, Rytel, Męcikał, Swornegacie do Chojnic
- szlak rowerowy „Po Dolinie Dolnej Wisły” Cierpice-Bydgoszcz-Świecie-Nowe-Gniew-Tczew-Kwidzyn-Grudziądz-Świecie-Ostromecko-Zamek Bierzgłowski
- szlak rowerowy „Dookoła Doliny Dolnej Wisły” Bydgoszcz-Świecie-Chełmno-Bydgoszcz[23]
- szlak rowerowy „Przyjaźni” Bydgoszcz-Toruń
- Wiślana Trasa Rowerowa

### Grodziska, szlaki, przeprawy

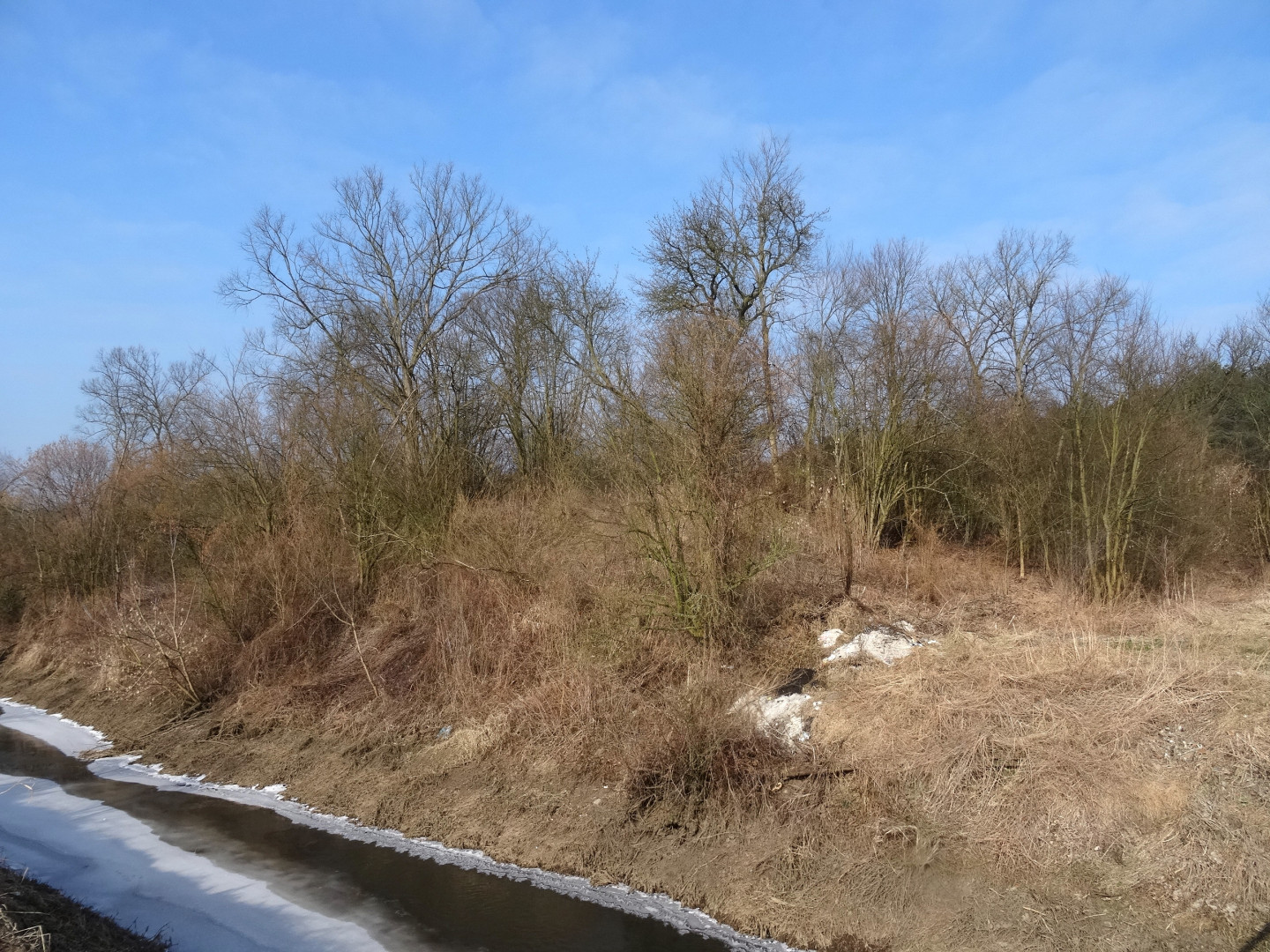
Grodzisko Kamieniec

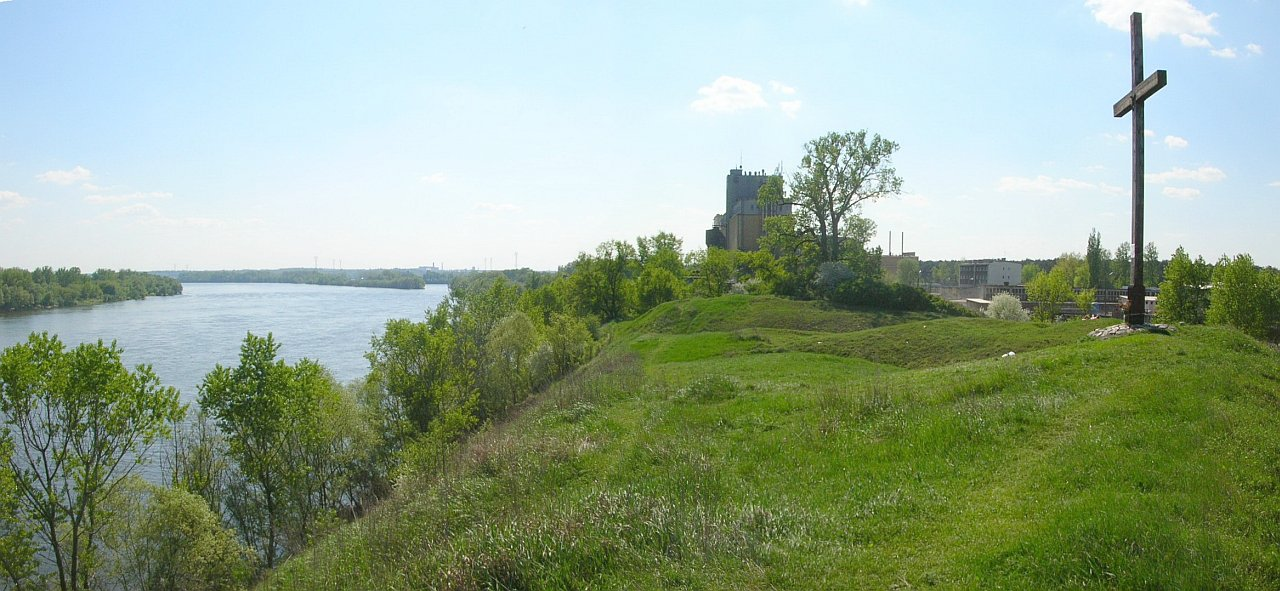
Grodzisko Wyszogród nad zakolem Wisły

Dla osadnictwa w rejonie zakola dolnej Wisły kluczowe znaczenie miał tranzytowy charakter terenu, wzdłuż Wisły, która odgrywała rolę naturalnego szlaku komunikacyjnego, zarówno wodnego, jak i lądowego. W okresie kultury łużyckiej (700–500 lat p.n.e.) u nasady zakola Wisły (naprzeciw Solca Kujawskiego) czasy świetności przeżywał gród obronny Kamieniec (wzmianka pisana znajduje się w przywileju Bolesława Szczodrego z 1065 roku dla klasztoru benedyktynów w Mogilnie). W okresie wpływów rzymskich wiódł tędy szlak bursztynowy. Jeden z jego wariantów prowadził zachodnim skrajem Doliny Dolnej Wisły przez Świecie do Gdańska, a inny wschodnim zboczem doliny, przekraczając w tym miejscu Wisłę.
Polską warownią strzegącą zakola dolnej Wisły był Wyszogród – gród odnotowany w Kronice Galla Anonima, gdy zdobywał go w 1113 roku Bolesław III Krzywousty, siedziba kasztelana, księcia bydgosko-wyszogrodzkiego Przemysła (1314–1323), strażnica drogi wodnej Wisły podczas wojny polsko-krzyżackiej (1327–1332). Po zniszczeniach ze strony armii krzyżackiej w 1330 roku nie został odbudowany, a jego reliktem jest okazałe grodzisko z wałami do 4 m wysokości i fosami do 6 m głębokości, położone na obrywie klifu wiślanego. W okresie wczesnośredniowiecznym w sąsiedztwie zakola Wisły prowadził szlak lądowy łączący Wielkopolskę poprzez Kujawy z Pomorzem Gdańskim. Znaczenie tej drogi wzrosło w okresie zespalania ziem pomorskich z państwem Piastów. Wobec trudnego dostępu do Pomorza od strony południowej, spowodowanego przez szeroki pas bagien nadnoteckich, ekspansja polska na Pomorze rozpoczynała się od jego części nadwiślańskiej. Jako bazę wypadową wykorzystywano bramę kujawsko-chełmińską, której strzegła warownia Wyszogród. Szlak odegrał ważną rolę w ruchach wojskowych, podróżach książąt i rycerzy, a dzięki jego powiązaniu z Gdańskiem miał również charakter handlowy. Do czasu wzrostu znaczenia handlowego miast na ziemi chełmińskiej założonych w XIII wieku przez Krzyżaków (Toruń, Chełmno, Elbląg) – był on najważniejszą drogą polską nad Bałtykiem, zwaną „via regni” (drogą królewską).
W zakolu Wisły istniała także od średniowiecza przeprawa przez rzekę (między Fordonem, a Strzyżawą), zastąpiona w 1893 roku przez most fordoński o długości 1 km. W XVI–XVIII w. celnicy z komory fordońskiej kontrolowali tu statki wiślane podążające do Gdańska, a od 1770 roku przeprawiano tu co tydzień dyliżanse pocztowe kursujące z Berlina do Królewca. 4 października 1794 w czasie insurekcji kościuszkowskiej, wojsko generała Jana Henryka Dąbrowskiego przeprawiło się tu na ziemię chełmińską. Z kolei w październiku 1806 roku Wisłę przekroczyła tu pruska para królewska Fryderyk Wilhelm III i jego żona Ludwika, ratująca się ucieczką z Berlina do Prus Wschodnich przed wojskami Napoleona. Z kolei w czerwcu 1812 roku przez Wisłę koło Ostromecka i Mozgowiny przeprawiał się cesarz francuski Napoleon Bonaparte podążając na wojnę do Rosji. Natomiast główne siły francuskie pod dowództwem marszałka Michela Neya przeprawiły się promami przez Wisłę w bezpośredniej bliskości Fordonu i Strzyżawy.